# APOEL Nikosia
APOEL Nikosia (griech.: ΑΠΟΕΛ – Aθλητικός Ποδοσφαιρικός Όμιλος Eλλήνων Λευκωσίας/Athlitikos Podosfairikos Omilos Ellinon Lefkosias, türk. Lefkoşa Rum Atletik Futbol Kulübü, deut.: Athletischer Fußballklub der Hellenen aus Nikosia) ist ein Fußballverein aus Nikosia, der Hauptstadt der Republik Zypern. Der Verein spielt derzeit in der erstklassigen First Division und ist mit 28 Meisterschaften sowie 21 Pokalsiegen und 15 Supercupsiegen erfolgreichster Verein des Landes.

## Geschichte
Der Verein wurde am 8. November 1926, unter dem Namen POEL, in einem Süßwarenladen gegründet. 1928 wurde der Klub in APOEL umbenannt.
Zum ersten Präsidenten des Vereins wurde einstimmig Georgios Poulias gewählt, der über ein beträchtliches Vermögen verfügte und den Verein großzügig unterstützte. Die erste Fußballmannschaft von APOEL wurde aus Spielern gebildet, die von Enosis Neon Trust und Panergatikos ausgeschieden waren, was dazu führte, dass das neue Team von Anfang an stark war.
Im Jahr 1932 wurde auf Initiative des Pezoporikos Larnaca die erste landesweite Meisterschaft im K.-o.-System ausgetragen. APOEL nahm an der Meisterschaft teil und erreichte das Finale, wo er am 5. Mai 1932 im alten GSZ-Stadion AEL mit 4:0 besiegte.
Die zweite landesweite Meisterschaft wurde 1933 von APOEL organisiert. An dieser Meisterschaft nahmen acht Mannschaften teil. Es wurde vereinbart, dass alle acht Mannschaften einmal gegeneinander spielen und anschließend die fünf bestplatzierten Teams erneut gegeneinander antreten. In der Endwertung lag APOEL punktgleich mit EPA Larnaca, weshalb Entscheidungsspiele zur Ermittlung des Meisters angesetzt wurden. Das erste Spiel fand im alten GSP-Stadion statt, das APOEL mit 6:0 gewann. Das zweite Spiel wurde im alten GSZ-Stadion ausgetragen und endete 2:2 – APOEL wurde somit Meister. Die dritte inoffizielle Meisterschaft wurde in der Saison 1933–34 von AEL organisiert. Es galten die gleichen Regeln wie bei der zweiten Meisterschaft. APOEL belegte den dritten Platz hinter AEL und Enosis Neon Trust.
Die vierte Meisterschaft sollte von Anorthosis Famagusta organisiert werden. Aufgrund der Ausschreibung einer Meisterschaft durch Trust in Nikosia (anlässlich des zehnten Jahrestages seiner Gründung) sowie eines Streits zwischen den beiden Vereinen und weiterer Meinungsverschiedenheiten – etwa darüber, dass Olympiakos Nikosia und Aris Limassol das Thema der freien Spielerwechsel zwischen den Vereinen aufwarfen – beschlossen die Vereine, eine Institution zu gründen, die für die Organisation der Meisterschaften verantwortlich sein sollte. So wurde am 23. September 1934 die Cyprus Football Association gegründet, wobei APOEL zu den Gründungsmitgliedern zählte.
In der Saison 1934/35 wurde die erste offizielle landesweite Meisterschaft ausgetragen. APOEL nahm daran teil und belegte den dritten Platz. Im zyprischen Pokal 1934/35 erreichte das Team das Finale, verlor jedoch gegen Trust und verpasste somit den Titel.

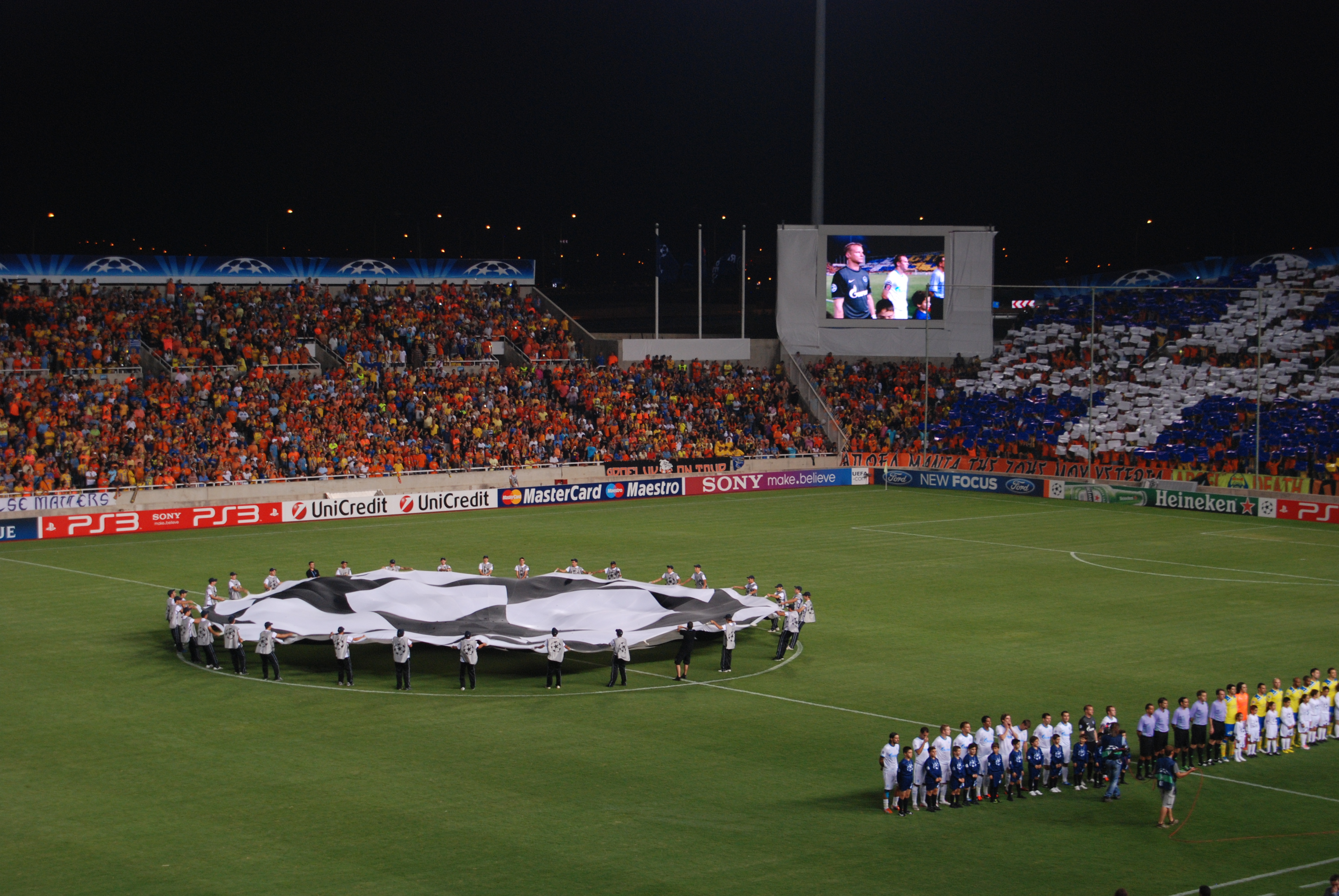
Vor dem Spiel APOEL gegen Zenit St. Petersburg (2:1) am 13. September 2011

In den Jahren 2009 und 2011 feierte die APOEL unter Trainer Ivan Jovanović die größten Erfolge im internationalen Fußball: Nach Siegen gegen EB/Streymur, FK Partizan Belgrad und den FC Kopenhagen gelang der Einzug in die Gruppenphase der UEFA Champions League 2009/10, gegen die Gruppengegner FC Chelsea, FC Porto und Atlético Madrid schied APOEL mit drei Niederlagen und drei Unentschieden als Gruppenletzter aus.
Im August 2011 wiederholte der Verein den Einzug in die Gruppenphase der UEFA Champions League 2011/12. In den vorhergehenden Qualifikationsrunden waren KF Skënderbeu Korça, ŠK Slovan Bratislava und Wisła Krakau besiegt worden. Der Verein spielte mit Zenit St. Petersburg, dem FC Porto und Schachtar Donezk in Gruppe G. In den ersten fünf Gruppenspielen blieb man unbesiegt (zwei Siege, drei Remis) und fixierte so den Aufstieg ins Achtelfinale. Trotz einer 0:2-Niederlage am letzten Spieltag gegen Donezk gelang aufgrund der besseren Bilanz im Direktvergleich gegen den punktgleichen Verein Zenit sogar der Gruppensieg. Im Achtelfinale verlor APOEL das Hinspiel bei Olympique Lyon mit 0:1, gewann jedoch das Rückspiel mit 4:3 (1:0) nach Elfmeterschießen und zog als erster zyprischer Verein in das Viertelfinale der Champions League ein. Zum Matchwinner avancierte hierbei Dionysis Chiotis mit zwei gehaltenen Elfmetern gegen Lacazette und Bastos. Im Viertelfinale verlor APOEL das Hinspiel gegen Real Madrid mit 0:3 und das Rückspiel mit 2:5 und schied somit aus dem Wettbewerb aus.
In der Saison 2013/14 spielte APOEL in der UEFA Europa League, obwohl man die Play-off-Runde der Qualifikation gegen den SV Zulte Waregem knapp verlor. Dabei wurde als Ersatz für den gesperrten Verein Fenerbahçe Istanbul per Losung entschieden, welcher der 29 Verlierer der Play-off-Runde nachrückt. Die Losung fiel ausgerechnet auf APOEL, das somit anstatt Fenerbahçe in Gruppe F gegen Eintracht Frankfurt, Maccabi Tel Aviv und Girondins Bordeaux spielen durfte. Der Verein aus Nikosia schied jedoch mit nur fünf Punkten als Drittplatzierter aus.
Nach Siegen über HJK Helsinki und Aalborg BK, die jeweils auf ein Remis im Hinspiel folgten, spielte APOEL in der Gruppenphase der UEFA Champions League 2014/15. In einer „Todesgruppe“ mit dem FC Barcelona, Paris Saint-Germain und Ajax Amsterdam konnten die Zyprer nur einen Punkt holen und wurden Letzter. In der darauffolgenden Saison erreichte man die Play-off-Runde nur durch die Auswärtstorregel gegen Vardar Skopje und den FC Midtjylland. Die Play-off-Runde ging gegen das Überraschungsteam FK Astana knapp verloren. Aber auch in der Gruppenphase der UEFA Europa League 2015/16 kam man nicht über den letzten Platz hinaus. Die Gegner waren Schalke 04, Sparta Prag und Asteras Tripolis – lediglich gegen die Griechen gab es einen Sieg, die restlichen Spiele wurden verloren. Auch 2016/17 unterlag man nach Triumphen über The New Saints FC und Rosenborg Trondheim in der Play-off-Runde, diesmal gegen den FC Kopenhagen. In der Gruppenphase der Europa League spielte sich der Verein gegen Olympiakos Piräus, BSC Young Boys und FK Astana stark auf. Mit vier Siegen holte man 12 Punkte und wurde Gruppensieger. Im Sechzehntelfinale verlor man im Hinspiel gegen Athletic Bilbao mit 2:3, APOEL setzte sich aber im Rückspiel mit 2:0 durch. Im Achtelfinale setzte es aber das Aus nach zwei 0:1-Niederlagen gegen den RSC Anderlecht.
In der Saison 2017/18 konnte man die Qualifikation zur Champions League gegen F91 Düdelingen, Farul Constanța und Slavia Prag überwinden und spielte daraufhin in einer weiteren „Todesgruppe“ mit Tottenham Hotspur, Real Madrid und Borussia Dortmund. Aufgrund der schlechteren Tordifferenz gegenüber dem punktgleichen BVB wurde man Letzter und war vorzeitig ausgeschieden. Zum bisher letzten Mal spielte APOEL Nikosia in der Saison 2019/20 in einer internationalen Gruppenphase. Der Verein unterlag nach Triumphen über FK Sutjeska Nikšić und Qarabağ Ağdam in der Play-off-Runde der Champions-League-Qualifikation Ajax Amsterdam. In der Gruppenphase der Europa League kam es zum Wiedersehen mit Qarabağ, die weiteren Gegner waren der Rekordsieger FC Sevilla und F91 Düdelingen. Hinter Sevilla belegte APOEL den zweiten Platz mit 10 Punkten und traf im Sechzehntelfinale auf den FC Basel. Beide Spiele verlor man mit einem Gesamtergebnis von 0:4 und schied aus.

## Aktueller Kader 2025/26
- Stand: 31. Juli 2025[10]

| Nr. |                 | Position | Name                      |
| --- | --------------- | -------- | ------------------------- |
| 1   | Brasilien       | TW       | Gabriel Pereira           |
| 3   | Griechenland    | AB       | Konstantinos Stafylidis   |
| 6   | Brasilien       | AB       | Vitor Meer                |
| 7   | Deutschland     | MF       | Max Meyer                 |
| 9   | Serbien         | ST       | Stefan Dražić             |
| 10  | Brasilien       | ST       | Marquinhos                |
| 12  | Guinea-a        | ST       | Algassime Bah             |
| 14  | Brasilien       | ST       | Gabriel Maioli            |
| 17  | Ghana           | MF       | David Abagna              |
| 18  | Zypern Republik | MF       | Giannis Satsias           |
| 20  | Guinea-Bissau   | AB       | Dálcio                    |
| 21  | Zypern Republik | MF       | Konstantinos Poursaitidis |
| 22  | Zypern Republik | TW       | Andreas Christodoulou     |
| 23  | Zypern Republik | MF       | Panagiotis Kattirtzis     |
| 26  | Griechenland    | MF       | Christos Karanatsios      |

| Nr. |                 | Position | Name                   |
| --- | --------------- | -------- | ---------------------- |
| 27  | Slowenien       | TW       | Vid Belec              |
| 30  | Rumänien        | MF       | Marius Corbu           |
| 33  | Zypern Republik | AB       | Evagoras Antoniou      |
| 34  | Zypern Republik | AB       | Konstantinos Laifis    |
| 36  | Ghana           | ST       | Charles Yaw Appiah     |
| 75  | Zypern Republik | TW       | Savvas Michos          |
| 79  | Zypern Republik | ST       | Pieros Sotiriou        |
| 89  | Zypern Republik | ST       | Nikolas Koutsakos      |
|     | Zypern Republik | MF       | Paris Polykarpou       |
|     | Zypern Republik | MF       | Stylianos Vrontis      |
|     | Zypern Republik | ST       | Stavros Georgiou       |
|     | Zypern Republik | AB       | Konstantinos Giannakou |
|     | Brasilien       | MF       | Geovane Meurer         |
|     | Zypern Republik | MF       | Andreas Georgiou       |
|     | Zypern Republik | AB       | Andreas Angelidis      |

## Bekannte Trainer
- Béla Guttmann (1953)
- Jesse Carver (1962/1963, 1969/1970)
- Keith Spurgeon (1977–1978)
- Dušan Uhrin (2003)
- Ivan Jovanović (2003–2005, 2008–2013)
- Werner Lorant (2005)
- Georgios Donis (2013–2015, 2017–2018)
- Thorsten Fink (2015)
- Temur Kezbaia (2015–2016)
- Thomas Doll (2019)
- Mick McCarthy (2020–2021)
- Sofronis Avgousti (2021–2022)

## Anhänger
Der Klub gilt traditionell als panhellenisch; das resultiert aus der Tatsache, dass sich der Klub im griechischen Bürgerkrieg nach dem Zweiten Weltkrieg auf die Seite der Antikommunisten geschlagen hatte. Bis zum heutigen Tage gelten die Anhänger von APOEL als rechtskonservativ. Lokalrivale ist Omonia Nikosia, welcher sich während des Bürgerkriegs abgespalten hatte; Derbys gelten mitunter als Risikospiele. Die Anhänger von Omonia werden dem linken politischen Lager zugerechnet.

## Titel

### Fußball
- Zyprischer Meister (29, Rekord): 1936, 1937, 1938, 1939, 1940, 1947, 1948, 1949, 1952, 1965, 1973, 1980, 1986, 1990, 1992, 1996, 2002, 2004, 2007, 2009, 2011, 2013, 2014, 2015, 2016, 2017, 2018, 2019, 2024
- Zyprischer Pokalsieger (21, Rekord): 1937, 1941, 1947, 1951, 1963, 1968, 1969, 1973, 1976, 1978, 1979, 1984, 1993, 1995, 1996, 1997, 1999, 2006, 2008, 2014, 2015
- Doppel-Meister und Pokalsieger (6): 1937, 1947, 1973, 1996, 2014, 2015
- Zyprischer Superpokalsieger (15): 1963, 1984, 1986, 1992, 1993, 1996, 1999, 2002, 2004, 2008, 2009, 2011, 2013, 2019, 2024

### Basketball
- Zyprischer Meister (11): 1976, 1979, 1981, 1995, 1996, 1998, 1999, 2002, 2009, 2010, 2014
- Zyprischer Pokalsieger (11): 1973, 1979, 1984, 1986, 1991, 1993, 1994, 1995, 1996, 2002, 2003
- Zyprischer Superpokalsieger (10): 1972, 1976, 1986, 1994, 1995, 1996, 1998, 2001, 2002, 2010

### Volleyball
- Zyprischer Meister (6): 1979, 1980, 1981, 1983, 1984, 1985
- Zyprischer Pokalsieger (5): 1979, 1981, 1982, 1984, 1985